# Holocephali

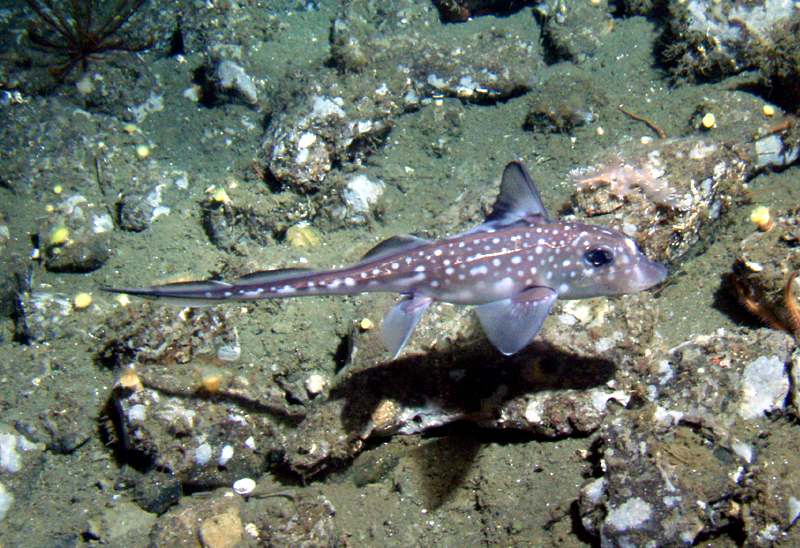
Hydrolagus colliei.

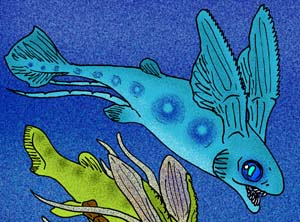
Iniopteryx † do Paleozóico.

Holocephali (do grego: "cabeça completa") é uma subclasse de peixes cartilaginosos da classe Chondrichthyes, da qual apenas resta uma ordem extante, os Chimaeriformes, com cerca de 50  espécies marinhas. O grupo foi muito diverso em épocas passadas, embora a maioria dos peritos considere este táxon, quando alargado para incluir o registo fóssil, como um grupo potencialmente parafilético.

## Descrição
Apresentam duas brânquias recobertas exteriormente por uma membrana opercular. A maior parte da superfície corporal não apresenta escamas placóides, as quais estão geralmente apenas presentes nos órgãos copuladores do macho. A mandíbula superior está fundida com o crânio, sem dentes, tendo em seu lugar umas placas largas e lisas. A dieta é omnívora.

## Taxonomia
Os holocéfalos contam com um importante registo fóssil a partir do Devónico, com numerosas ordens extintas, sendo que apenas uma chegou à actualidade. O grupo é dividido em duas super ordens, Paraselachimorpha e Holocephalimorpha. O primeiro clado é considerado parafilético e caiu em desuso.
- Superordem †Paraselachimorpha (parafilético?)

Ordem †Debeeriformes
Ordem †Eugeneodontiformes
Ordem †Helodontiformes
Ordem †Iniopterygiformes
Ordem †Oreodontiformes
Ordem †Petalodontiformes
- Superordem Holocephalimorpha

Ordem †Chondrenchelyiformes
Ordem †Psammodontiformes
Ordem †Cochliodontiformes
Ordem †Menaspiformes
Ordem †Copodontiformes
Ordem †Squalorajiformes
Ordem Chimaeriformes